# 洋河
洋河（ようが、洋河、拼音: Yáng hé）は、中華人民共和国を流れる河川のひとつで、海河水系に属する。北京市西部から天津市を流れる永定河の主な支流である。
源流の東洋河は内モンゴル自治区の東南の端にある興和県に発し、河北省北部の張家口市懐安県柴溝堡の付近で山西省から流れてくる南洋河および西洋河と合流する。ここから洋河と呼ばれるようになり、張家口市を東南へ流れ、懐来県の朱官屯で桑乾河と合流して永定河を形成する。長さは118km、流域面積は15,500平方km。
東洋河には友誼ダムがある。主な支流には、南洋河・西洋河のほか、張家口の市街地を南北に貫く清水河（延長109km）など。